# Psychotria romolerouxiana
Psychotria romolerouxiana är en måreväxtart som beskrevs av Charlotte M. Taylor. Psychotria romolerouxiana ingår i släktet Psychotria och familjen måreväxter. Inga underarter finns listade i Catalogue of Life.